# Instituto de Estudios Económicos
El Instituto de Estudios Económicos es una entidad privada española de estudios económicos fundada en 1979 durante la transición española. Fue creado bajo el impulso de la Confederación Española de Organizaciones Empresariales (CEOE). Posteriormente, se distanció algo de la cúpula patronal y elaboró trabajos autónomos sobre temas de actualidad, con los que ha pretendido influir en las posiciones de los partidos que defienden la economía de mercado, tratando de aportar base científica de los debates sociales.
El Instituto se identifica a sí mismo como un think tank o laboratorio de ideas de carácter liberal que se difunden para que lleguen a la opinión pública.

## Creación
El instituto fue fundado como asociación el 9 de mayo de 1979 por un grupo de empresarios españoles para promover, realizar y difundir trabajos e investigaciones sobre materias económicas y sociales, que afectan a España con objeto de impulsar la empresa privada y el mercado como mecanismo de creación y asignación de recursos.

## Financiación
El Instituto que se constituyó como una asociación privada sin ánimo de lucro ni finalidad política, tiene como principal fuente de financiación mediante las aportaciones de las empresas que forman parte de la misma.

## Presidentes
- Arturo Gil Pérez-Andújar (1984-2009)
- José Luis Feito (2009-2019)[5]
- Íñigo Fernández de Mesa (2019-)